# 라트비아의 로마 가톨릭교회
이 문서는 라트비아의 로마 가톨릭교회 문서이다. 현재 라트비아 전체 국민의 17%인 430,235명이 가톨릭 신자이다.

## 역사
라트비아의 가톨릭교회는 11세기 중엽에 성 가누토에 의해 쿠를란트와 리보니아에 가톨릭 신앙이 들어오게 되면서, 1048년 쿠를란트에 첫 가톨릭 성당이 세워진 이래 오늘의 라트비아 공화국에 이르기까지 존재해왔다. 쿠로니아, 라트갈리아, 리브, 셀로니아, 세미갈리아 등 부족문화시대인 13세기 초엽, 리가의 교구장 주교 알브레히트와 리보니아 검의 형제 기사단에 의해 모든 원주민의 기독교화가 조직적으로 이루어졌다.

## 교구
로마가톨릭 리가관구 산하에 대교구1 교구3으로 구성된다
- 리가 대교구
- 옐가바 교구
- 리에파야 교구
- 레제크네-아글로나 교구